# Anatolij Korszykow
Anatolij Mykołajowycz Korszykow, ukr. Анатолій Миколайович Коршиков, rus. Анатолий Николаевич Коршиков, Anatolij Nikołajewicz Korszykow (ur. 20 sierpnia 1951 w Woroszyłowgradzie) – ukraiński piłkarz, grający na pozycji napastnika, trener piłkarski.

## Kariera piłkarska

### Kariera klubowa
Wychowanek Szkoły Piłkarskiej Trudowi Rezerwy Ługańsk (trener A.Dawydenko), a potem Zoria Ługańsk (pierwsze trenerzy B.W.Fomiczew i J.A.Dwureczenski). W 1969 rozpoczął karierę piłkarską w klubie Zoria Ługańsk, ale przez wysoką konkurencję nie potrafił przebić się do gwiazdorskiego składu, dlatego występował tylko w drużynie rezerw. W latach 1973–1980 występował w klubach Chimik Siewierodonieck, Szachtior Karaganda, Kuzbass Kemerowo, Gieołog Tiumeń, Chorezm Urgencz i FK Chiwa. W 1980 powrócił do rodzimego Woroszyłowgrada, gdzie potem do 1991 grał w amatorskim zespole Sokił Roweńky do zakończenia kariery piłkarskiej.

### Kariera reprezentacyjna
Występował w juniorskiej reprezentacji ZSRR.

## Kariera trenerska
Jeszcze będąc piłkarzem Sokiłu Roweńky rozpoczął pracę trenerską. Od 1992 do 2000 pomagał trenować rodzimy klub, a od 5 marca do 21 kwietnia oraz od 15 października do 5 listopada 1995 pełnił obowiązki głównego trenera Zorii. Od 1996 pracował z przerwami w Szkole Piłkarskiej Zoria Ługańsk.